# إميل فراي (ملحن)
إميل فراي هو عازف بيانو وملحن سويسري، ولد في 8 أبريل 1889 في بادن في سويسرا، وتوفي في 20 مايو 1946 في زيورخ في سويسرا.

## وصلات خارجية
- إميل فراي على موقع ميوزك برينز (الإنجليزية)